# Halfdan de Dublín
Halfdan (idioma irlandés: Alband) fue un caudillo hiberno-nórdico, monarca vikingo del reino de Dublín durante un breve periodo en la segunda mitad del siglo IX. Según algunas fuentes históricas, Halfdan era un cuarto hermano de los tres reyes de Dublín que menciona los Anales fragmentarios de Irlanda: Auisle, Amlaíb Conung e Ímar. Posiblemente co-reinó con el hijo del rey Auisle (Mac Auisle, cuyo nombre propio no aparece en las crónicas) durante las ausencias de Halfdan en campañas vikingas.
Los Anales de Ulster [875] mencionan que llegó al poder asesinando al anterior rey de Dublín Eystein Olafsson:
Oistín hijo de Amlaíb, rey de los escandinavos, fue traicionado y muerto por Albann.